# Límit Komabayashi–Ingersoll
En ciència planetària, el límit Komabayashi-Ingersoll representa el flux solar màxim que pot suportar un planeta sense un efecte hivernacle descontrolat.
Per als planetes amb fonts de gasos d'efecte hivernacle que depenen de la temperatura, com ara l'aigua líquida i les atmosferes de òpticament primes, la corba de la radiació sortint d'ona llarga (que indica amb quina rapidesa el planeta es pot irradiar l'energia)  s'aplana a altes temperatures, arribant a una asímptota horitzontal: el mateix límit Komabayashi–Ingersoll. Com que la temperatura d'equilibri és la intersecció d'aquesta corba i una línia horitzontal que representa el flux solar, per als fluxos per sobre d'aquest punt el planeta s'escalfa indefinidament. Kasting va estimar que el límit de la Terra era de 320 watts per metre quadrat.
El límit és rellevant per estimar la vora interior de la zona habitable circumstel·lar. No obstant això, el límit també depèn de la gravetat superficial del planeta, cosa que fa que els mons pesants siguin una mica més resistents a aquest efecte desbocat.